# Lauri Tähkä
Lauri Tähkä, egentligen Jarkko Tapani Suo, född 1973 i Vasa, är en finländsk sångare. Från början var han bonde men har nu bandet Lauri Tähkä ja Elonkerjuu. Han har varit med i The Voice of Finland som domare/mentor.

## Fotnoter
1. ↑  Elonet, Nationella audiovisuella institutet, Elonet person-ID: 1491925, läst: 4 augusti 2019.[källa från Wikidata]
2. 1 2  Lauri Tähkä: "Seksi on yliarvostettua" (på finska), Me Naiset, 13 november 2011, läs online, läst: 4 augusti 2019.[källa från Wikidata]